# Heat Guy J
Heat Guy J (ヒートガイジェイ?, Hīto Gai Jei) è una serie televisiva anime fantascientifica di ventisei episodi, creata dal regista Kazuki Akane e dallo studio Satelight. Dalla serie è stato adattato un manga di un volume pubblicato dalla Kōdansha.

## Trama
Heat Guy J racconta le avventure di un giovane ufficiale dei servizi speciali chiamato Daisuke Aurora, e del suo partner androide chiamato semplicemente "J" (R-JAJA000106). A prima vista, Daisuke sembra una persona con un forte senso di giustizia e umanità, ma in realtà combatte il crimine perché il padre, un politico, è stato assassinato dai terroristi. La coppia vive e lavora nella immaginaria, futuristica metropoli di "Judoh" (Jewde), una città galleggiante artificiale sul mare, di circa 30 chilometri di diametro. Al centro di Judoh si trova la sede della divisione dei servizi speciali dell'Ufficio di presidenza della Sicurezza Urbana, costantemente afflitto dalla carenza di fondi e di personale.

## Personaggi e doppiatori

### Servizi speciali
- Daisuke Aurora (ダイスケ・アウローラ?, Daisuke Aurōra) - Dipartimento di Sicurezza, Impiegato Sede Centrale Servizi speciali, età 21

Doppiato da Masaya Matsukaze
- J ( ジェイ?, Jei) (anche conosciuto come "Heat Guy J") - Servizi speciali Android, 3, apparentemente un uomo di 40 anni

Doppiato da Takayuki Sugō
- Kyoko Milchan (キョウコ・ミルシャン?, Kyouko Mirushan)  - Dipartimento di Sicurezza, Sindaco Sede Centrale Servizi Speciali / contabile, età 21

Doppiata da Saeko Chiba

### Amici
- Antonia Belucci (アントニア・ベルッチ?, Antonia Berucchi)  - Impiegata scelta, età24

Doppiata da Sanae Kobayashi
- Ken Edmundo (ケン・エジムンド?, Ken Ejimundo)  - Investigatore, età 33

Doppiato da Keiji Fujiwara
- Monica Gabriel (モニカ・ガブリエル?, Monika Gaburieru)  - Fotografa, età 10

Doppiata da Ai Shimizu
- Cynthia, Janis e Vivian - Esperte di gossip età 20, 21 e 19

Doppiate da Ryoko Nagata, Akeno Watanabe e Ai Tokunaga
- Shun Aurora (シュン・アウローラ?, Shun Aurōra) - Direttore Generale Sede centrale dell'ufficio del Dipartimento di Sicurezza, età 27

Doppiato da Shinichirō Miki
- Phia Oliveira - Segretaria di Shun Aurora, età 27

Doppiata da Michiko Neya

### Nemici
- Clair Leonelli (クレア・レオネリ?, Kurea Reoneri)  - Attuale leader dell'organizzazione criminale Company Vita Crime Syndicate, età 19

Doppiato da Daisuke Sakaguchi
- Giobanni Gallo - Guardia del corpo di Clair, età 27

Doppiato da Kenta Miyake
- Mauro - Consigliere della famiglia Leonelli, età 63

Doppiato da Nobuaki Sekine
- Mitchal Rubenstein - Guardia del corpo di Clair, età 25

Doppiato da Ezra Weisz
- Ian Nulse - Guardia del corpo di Clair, età 21

Doppiato da Fukuyama Jun

### Altri
- Shogun - Proprietario di un negozio di alimentari ed ex boss malavitoso, età 72

Doppiato da Hikaru Miyata
- Boma (# ボマ?) - Mercenario, età sconosciuta

Doppiato da Takahiro Sakurai

## Episodi
| Nº | Titolo italiano (traduzione letterale) Giapponese 「Kanji」 - Rōmaji | In onda          | In onda |
| Nº | Titolo italiano (traduzione letterale) Giapponese 「Kanji」 - Rōmaji | Giapponese       |         |
| 1  | Hombre 「街」 - Machi                                                | 1º ottobre 2002  |         |
| 2  | Guerra 「炎」 - Honoo                                                | 8 ottobre 2002   |         |
| 3  | Bomba 「噂」 - Uwasa                                                 | 15 ottobre 2002  |         |
| 4  | Caos 「獣」 - Kemono                                                 | 22 ottobre 2002  |         |
| 5  | Polso 「童」 - Warabe                                                | 29 ottobre 2002  |         |
| 6  | Denaro 「欲」 - Yoku                                                 | 5 novembre 2002  |         |
| 7  | Movimento 「仇」 - Kataki                                            | 12 novembre 2002 |         |
| 8  | Fratello 「響」 - Hibiki                                             | 19 novembre 2002 |         |
| 9  | Fiducia 「絆」 - Kizuna                                              | 26 novembre 2002 |         |
| 10 | Armi 「弾」 - Tama                                                   | 3 dicembre 2002  |         |
| 11 | Miraggio 「幻」 - Maboroshi                                          | 10 dicembre 2002 |         |
| 12 | Ospite 「光」 - Hikari                                               | 17 dicembre 2002 |         |
| 13 | Incontro 「撃」 - Geki                                               | 24 dicembre 2002 |         |
| 14 | Freccia 「魂」 - Tamashii                                            | 7 gennaio 2003   |         |
| 15 | Angelo 「虜」 - Toriko                                               | -                |         |
| 16 | Obiettivo 「華」 - Hana                                              | 14 gennaio 2003  |         |
| 17 | Sopravvivenza 「陸」 - Riku                                          | 21 gennaio 2003  |         |
| 18 | Indipendenza 「裂」 - Wakare                                         | 28 gennaio 2003  |         |
| 19 | Verità 「心」 - Kokoro                                               | 4 febbraio 2003  |         |
| 20 | Falsità 「想」 - Omoi                                                | 11 febbraio 2003 |         |
| 21 | Lacrime 「友」 - Tomo                                                | 18 febbraio 2003 |         |
| 22 | Fortaleza 「島」 - Shima                                             | 25 febbraio 2003 |         |
| 23 | Gioco 「父」 - Chichi                                                | 4 marzo 2003     |         |
| 24 | Cambiamento 「狂」 - Kurui                                           | 11 marzo 2003    |         |
| 25 | Rivoluzione 「雪」 - Yuki                                            | 18 marzo 2003    |         |
| 26 | Uomini 「漢」 - Otoko                                                | 25 marzo 2003    |         |

## Colonna sonora
Sigla di apertura
1. FACE cantata da Tryforce

Sigla di chiusura
1. 心の隙間 [Kokoro no Sukima - Gap in the Heart] cantata da WYSE
2. Hikari [Light] cantata da Saeko Chiba